# Vajškra
Vajškra (nemško Landskron) je nekoč bila samostojna politična občina na Koroškem in je bila priključena mestu Beljak v letu 1973. Stala je na področju, ki se je v določenem času pojmovalo kot nemško-slovensko jezikovno mejo na južnem Koroškem. Vajškra je znana po istoimenskem gradu (kroni dežele), ki je nad samo vasjo na obronku Osojskih Tur.

## Geografija
Vajškra leži severovzhodno od Beljaka na Beljaškem polju oziroma v Beljaški kotlini (glej Geografija Avstrijske Koroške) ter se razteza do jugozahodnega zaliva Osojskega jezera.  
Samo naselje Vajškra ima okoli 3887 prebivalcev (stanje 2001). Celotna nekdanja občina s spodaj navedenimi kraji ima 10.885 prebivalcev (stanje 2001).
Vajškra je sicer del mesta Beljak, vendar ima še lastno krajevno središče iz omenjenih zgodovinskih razlogov, saj je bila vključena v mesto s posebnim statutom šele leta 1973.

### Vasi in zaselki
Vajškro (Landskron) sestavljajo sledeči zaselki: 
- Vajškra (Landskron): Sama vas Vajškra je med Osojskim jezerom in Dravo v bližini Turske avtoceste. V središču vasi je nekaj trgovin, ljudska šola, glavna šola, policija in pošta.
- Nova Vajškra (Neulandskron) je predmestno naselje med goro Holmec (Kumitzberg) in deželno cesto B83.
- Grače (Gratschach) so podolgasta vas ob cesti med Suho (Zauchen) in Osojskim jezerom. Kraj je ohranil podeželski značaj.
- Holmec (Kumitz) je vas na vznožju istoimenskega hriba oz. gore (nem. Kumitzberg) s podeželskim značajem.
- Urlaken je mala vas ob Jezernici (Seebach). V vasi je akumulacija pitne vode mesta Beljak.
- Jezernica (Seebach) je industrijsko predmestje Beljaka med Dravo in Novo Vajškro. V Jezernici so industrijska zemjišča podjetji Rappold, Treibacher Schleifmittel in s skladiščem. Tu je tudi kasarna pod imenom Rohrkaserne ter majhna železniška postaja. Jezernica, ki je odtok Osojskega jezera, se tu izteka v Dravo. Sama prvotna vas se nahaja v malem grabnu ob državni cesti B83.
- Šentrupert pri Beljaku (St. Ruprecht) je nekoliko večje mestno naselje na severu mesta na vznožju t. i. Oswaldiberga (Ožboltove gore). V središču nekdanje vasi sta dve cerkvici, gostilna in od leta 2005 naprej, muzej REM-Museum (Reinhard-Eberhard-Museum). V kraju je tudi postaja regionalne linije v Trg na Koroškem. V Šentrupertu je nekoč bila tovarna marmelad Pomona.
- Šentandraž (St.Andrä) je vas pod gradom Vajškra, ki je v neposredni bližini Osojskega jezera ob potoku Jezernica.
- Suha (Zauchen) je prav tako zaselek mesta Beljak severno od vasi Šmadlen (St. Magdalen) ob državni cesti B83, ki pelje v Celovec. V vasi je od leta 2007 dalje beljaški muzej vozil (Villacher Fahrzeugmuseum) ter dve gostilni. Na Suhi je tudi obrtniška cona z nekaj podjetji ter steza za drsanje na ledu.
- Dravče (Drautschen) so majhna vas nad Dravskim okljukom. Vas sestavlja nekaj enodružinskih hiš. V bližini je grad Vernberk.
- Šmihel (St. Michael) je prav tako mala vas, večinoma jo sestavljajo enodružinske hiše ter kmetije in je zahodno od Suhe.
- Heiligen Gestade predstavlja po Šentandražu (St. Andrä) severni rob tako mesta Beljak kot mestne četrti Vajškra ter leži neposredno ob Osojskem jezeru. Tu je t. i. Robinson Club, velik hotelski kompleks.

## Splošno
Vajškra je že v srednjem veku omenjene kot majhna vas pod gradom Vajškra. Vas se je dokaj hitro razvila v večje naselje. Danes je prehodna vas in predmestje mesta Beljak. Nekoč se je območje še prištevalo k slovenskim, kasneje dvojezičnim delom južne Koroške.

## Stavbe
Nova cerkev Marije Vajškre je z istoimensko župnijo v Vajškri.
Katoliška cerkev Šentrupert na Blatu (St. Ruprecht am Moos) v Šentrupertu je bila prvič omenjena v listini že leta 1195. Cerkev je bila skozi stoletja versko središče prebivalstva severno od mesta. Danes je podružnična cerkev. Cerkev, ki je posvečena sv. Rupertu iz Salzburga je 27 m dolga in 7 m široka ter ima številna oltarje. 
Evangeličanska cerkev Šentruperta je bila ustanovljena leta 1525 za časa reformacije in je bila postavljena blizu katoliške cerkve. 